# Mercedes Franco
Mercedes Franco (sinh ngày 3 tháng 11 năm 1948, Maturín) là một tác giả và tiểu thuyết gia người Venezuela. Bà đã viết một số bài báo báo chí và hai cuốn tiểu thuyết: La Capa Roja (1992) và Crónica Caribana (2006).